# Leirvik fyr
Leirvik fyr (auch Leirvik fyrstasjon) ist ein stillgelegter Leuchtturm auf dem Holm Midtøy im Hafen von Leirvik auf der Insel Stord in der norwegischen Provinz Vestland. Er markierte die Einfahrt nach Leirvik und den Schiffsverkehr zwischen Hardangerfjord, Bømlafjord, Klosterfjord und Åkrafjord.
Der Leuchtturm wurde 1878 errichtet und bestand aus einem steinernen Leuchtturmwärterhaus mit einer an der Außenwand montierten Leuchte, die vom 15. Juli bis 15. Mai in Betrieb war. In der übrigen Zeit war eine Leuchte aufgrund der hellen Sommernächte nicht notwendig. 1903 wurde eine separate Leuchte errichtet, die keinen Leuchtturmwärter mehr benötigte.
In den folgenden Jahren stieg der Schiffsverkehr zwischen Bergen und Stavanger stark an, und einige Schiffsunglücke im Fjord führten dazu, dass 1930 das erste elektrische Nebelhorn (Nautophon) Norwegens am Leuchtfeuer errichtet wurde. Ein Aufseher wohnte mit seiner Familie auf der Insel und war neben dem Nebelhorn auch für die umliegenden Leuchten verantwortlich.
Während des Zweiten Weltkrieges bauten die deutschen Besatzer einen dreistöckigen Turm mit Aussichtsplattform, der den Schiffsverkehr im Fjord und Hafen von Leirvik übersah. Im Januar 1943 wurde dieser vom britischen und norwegischen Militär angegriffen und so sehr zerstört, dass er verlassen wurde und heute nur noch als Ruine sichtbar ist.
1975 wurde das Nebelhorn automatisiert und drei Jahre später entfernt und die Gebäude standen leer. 2006 kaufte die Gemeinde Stord das Grundstück vom Kystverket, das seit 2011 von einer gemeinnützigen Organisation, Venelaget for Leirvik fyr verwaltet wird. Heute kann das alte Leuchtturmwärterhaus mit sieben Betten als Ferienhaus gemietet werden.